# Rick Wakeman's Criminal Record
Rick Wakeman's Criminal Record è un album in studio da solista del tastierista britannico Rick Wakeman, pubblicato nel 1977.

## Tracce
Side 1
1. Statue of Justice – 6:20
2. Crime of Passion – 5:46
3. Chamber of Horrors – 6:40

Side 2
1. Birdman of Alcatraz – 4:12
2. The Breathalyser – 3:51
3. Judas Iscariot – 12:15